# Ptilotus schwartzii
Ptilotus schwartzii là loài thực vật có hoa thuộc họ Dền. Loài này được (F. Muell.) Tate miêu tả khoa học đầu tiên năm 1889.